# Sisto Badalocchio
Sisto Badalocchio Rosa (n. 28 iunie 1585, Parma, Ducatul Parmei – d. 1647, Parma, Ducatul Parmei) a fost un pictor și gravor italian aparținând școlii bologneze.
Născut la Parma, a lucrat mai întâi sub Agostino Carracci la Bologna, apoi cu Annibale Carracci, la Roma. A lucrat cu Annibale până în 1609, apoi s-a mutat înapoi la Parma. Cea mai cunoscută lucrare a sa ca gravor a fost seria Biblia lui Rafael, pe care a creat-o împreună cu colegul său, Giovanni Lanfranco. Imaginile înfățișează o serie de fresce ale atelierului lui Rafael din loggia Vaticanului. Ca pictor, cele mai importante lucrări ale sa sunt frescele din biserica San Giovanni Evangelista, Reggio Emilia, care se bazează pe lucrările anterioare ale lui Correggio. În această biserică a executat decorarea cupolei și a pandantivelor. Fresca cupolei reprezintă a doua venire a lui isus, în timp ce pandantivele sunt împodobite de cele patru virtuți cardinale.
Deși a colaborat adesea în pictura în frescă cu Lanfranco, de exemplu în seria proiectată de Annibale, Capela San Diego din San Giacomo degli Spagnoli (1602–1607) și în Palazzo Costaguti (Nessus și Deianeira), Badalocchio nu a primit niciodată aceeași recunoaștere ca și semenii lui. Cu toate acestea, el este recunoscut astăzi ca o figură importantă în aducerea stilurilor artistice ale barocului italian în nordul Italiei.

## Galerie

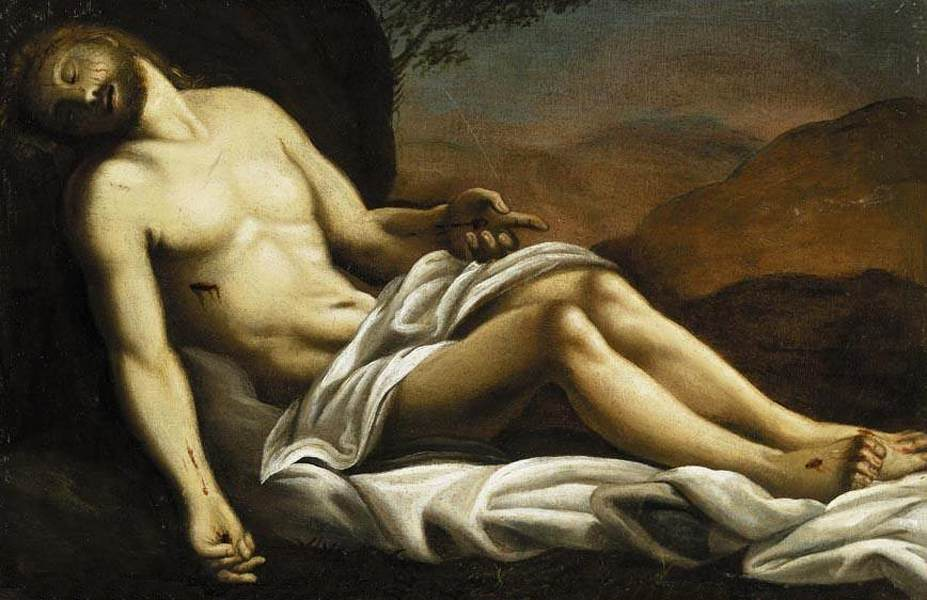
Hristos mort
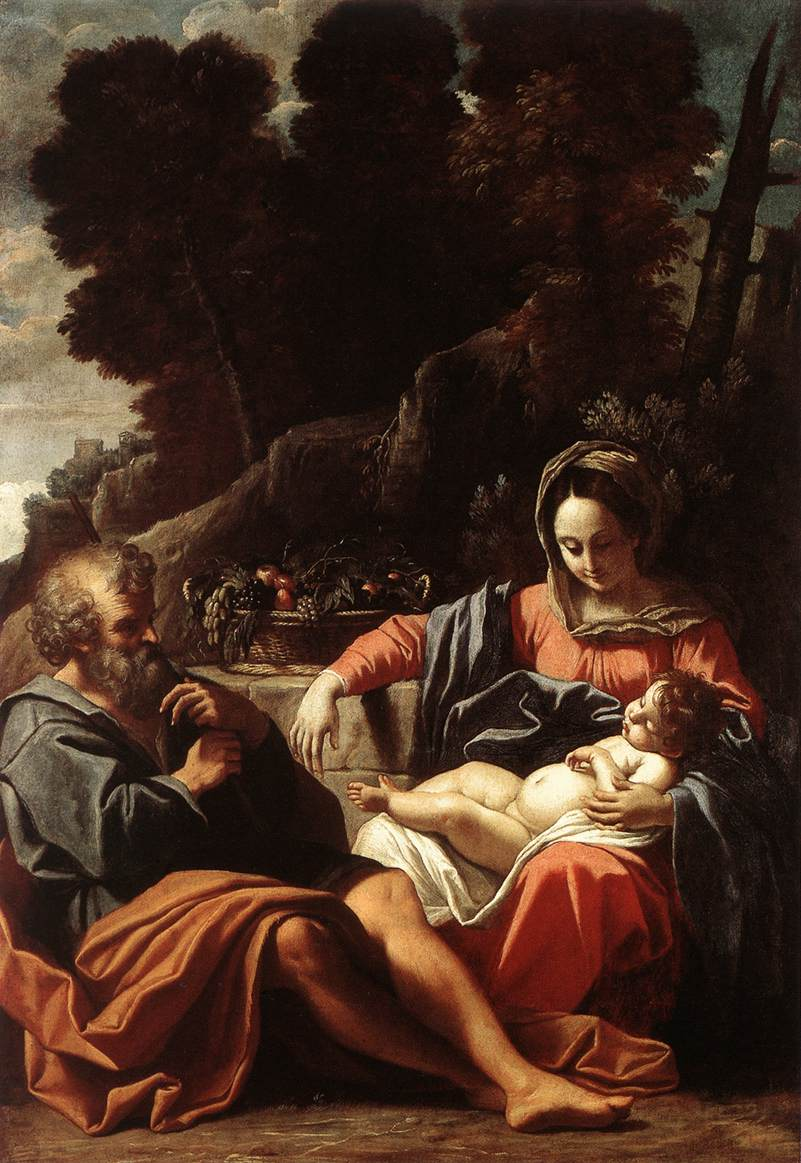
Familia sacră
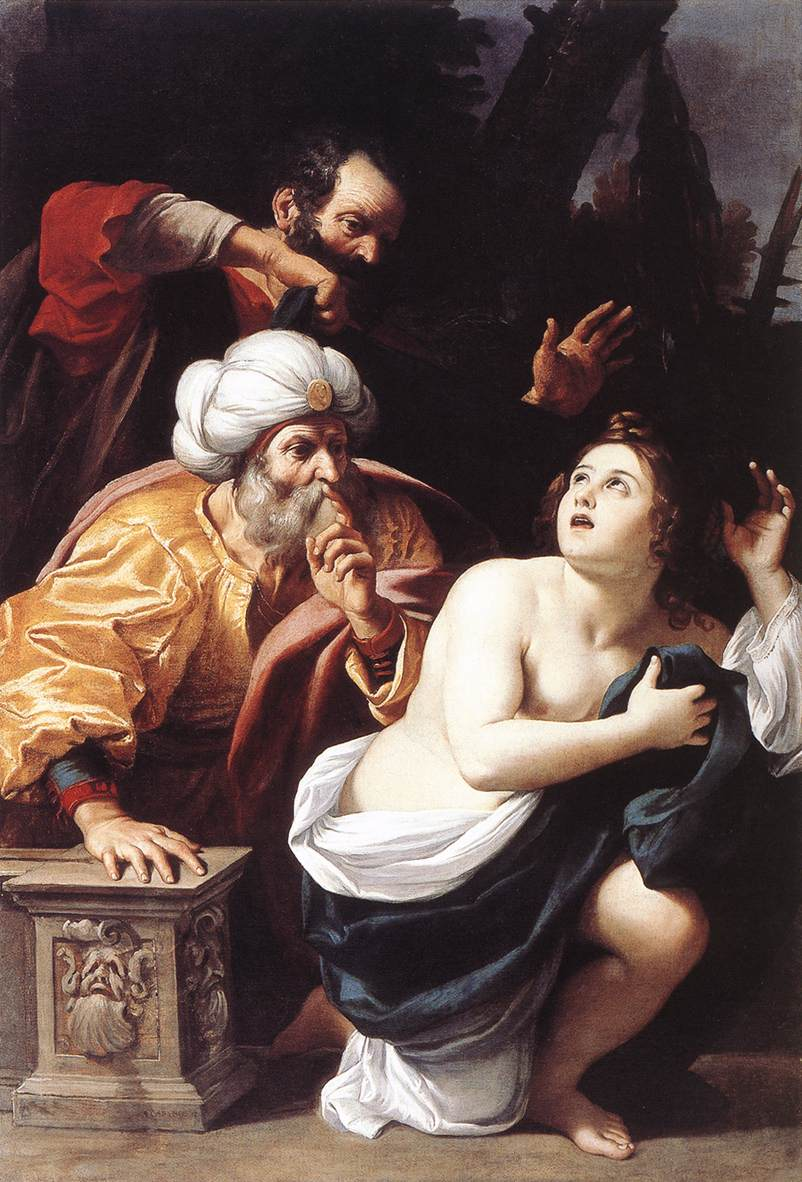
Suzana și bătrânii
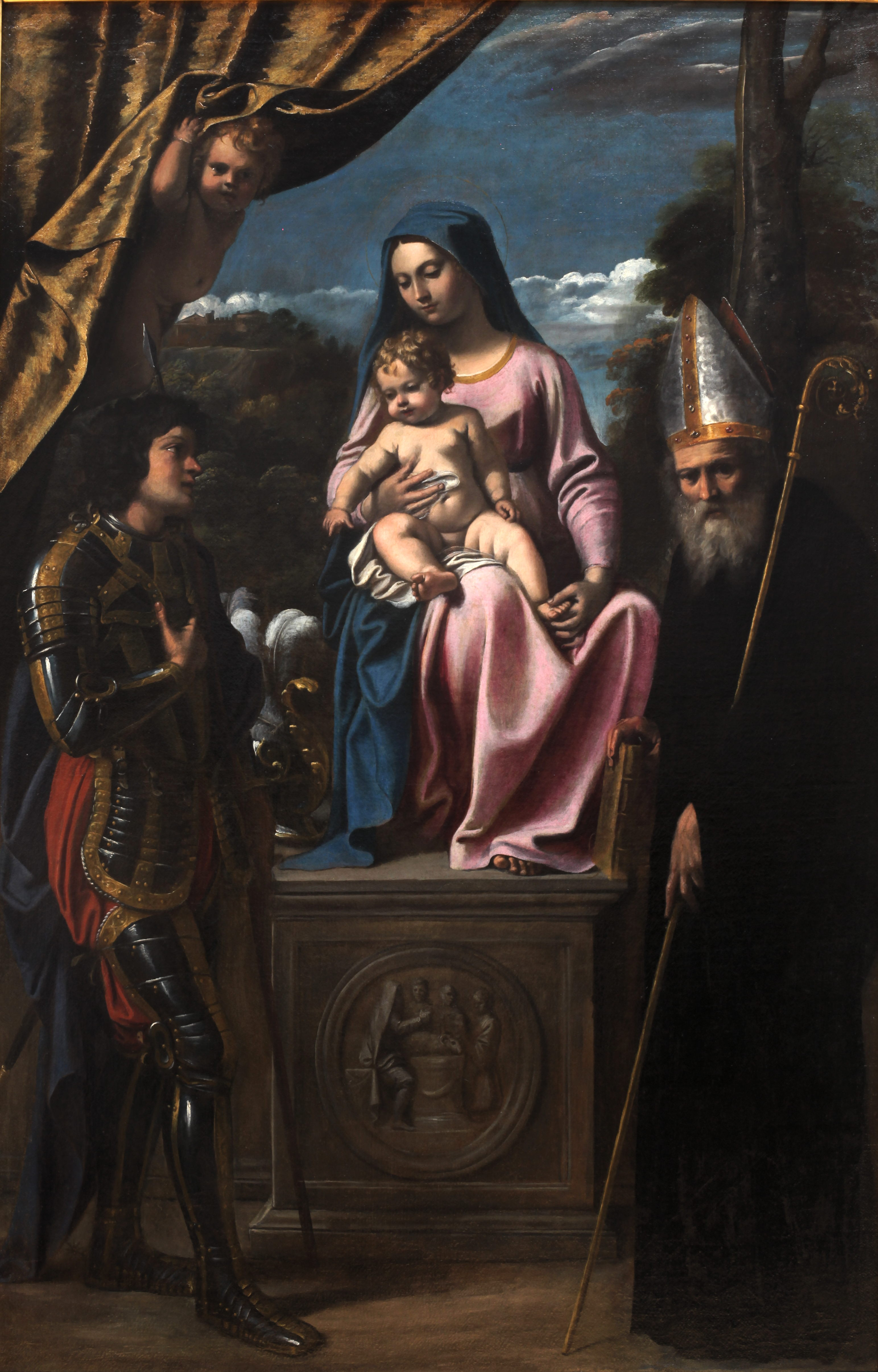
Fecioara și copilul între Sf. Benedict și Sf. Quentin
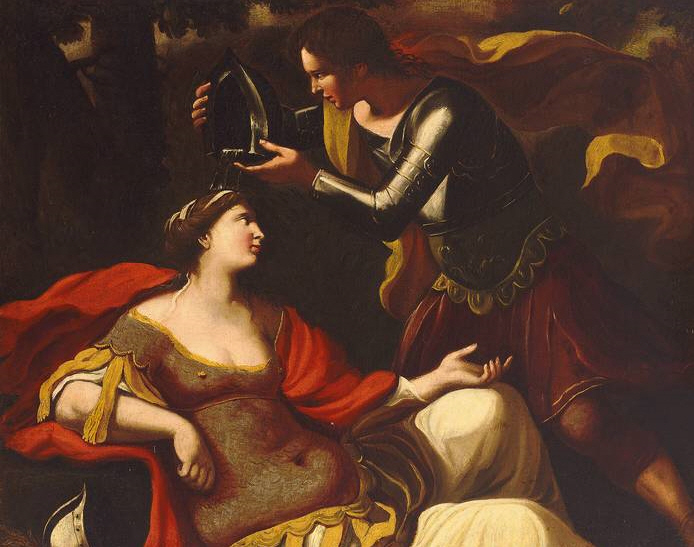
Tancred și Clorinda